# Parnes
Parnes é uma comuna francesa na região administrativa de Altos da França, no departamento de Oise. Estende-se por uma área de 12,43 km². Em 2010 a comuna tinha 351 habitantes (densidade: 28,2 hab./km²).